# BTR-60

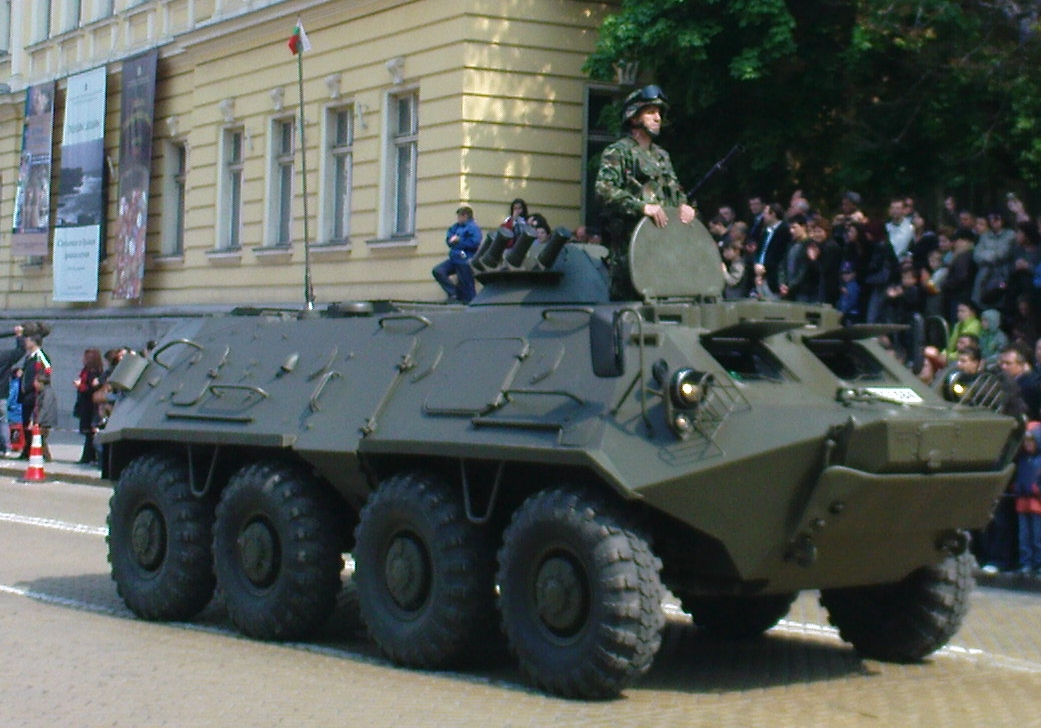
Um BTR-60 búlgaro.

O BTR-60 é um blindado de transporte de tropas desenvolvido pela União Soviética. Ele foi um dos primeiros do seu tipo, desenvolvido nos anos 50 e posto no serviço ativo apenas em 1961. A sigla BTR significa, em russo, Bronetransporter (БТР, Бронетранспортер, ou "transportador blindado"). Ainda no serviço ativo de mais de 30 países, ele viu combate em diversas guerras.